# 宗祇
宗祇（1421年—1502年），日本临济禅僧人，诗人，史称饭尾宗祇。他出生平民，为著名的连歌诗人和旅行家。其作品曾广为传颂。同时在日本各地均有其足迹。